# شهرستان کواله
شهرستان کواله (به لاتین: Kwale County) شهرستانی در کنیا است. شهرستان کوالی ۸٬۲۷۰٫۳ کیلومترمربع مساحت و ۶۴۹٬۹۳۱ نفر جمعیت دارد.